# ادوارد دین آدامز
ادوارد دین آدامز (انگلیسی: Edward Dean Adams; ۹ آوریل ۱۸۴۶ – ۲۰ مهٔ ۱۹۳۱) صاحب کسب‌وکار اهل ایالات متحده آمریکا بود. وی توانست نخسین نیروگاه آبی را بر آبشارهای نیاگارا بنا گذارد. خانه ترانسفورمر نیروگاه برق آدامز به نام وی گذاشته شده است.  تصویر آدامر در ۲۷ مه ۱۹۲۹ بر روی جلد روزنامه تایم قرار گرفت.

## سکه‌شناسی
آدامر در انجمن سکه‌شناسی آمریکا نیز فعال بود.